# كناسة الدكان بعد انتقال السكان
كناسة الدكان بعد انتقال السكان هو كتاب ألفه لسان الدين بن الخطيب حول العلاقات السياسية بين مملكتي غرناطة و المغرب في القرن الثامن الهجري.

## محتوى
مقدمة الكتاب لا تشغل أكثر من نصف لوحة من المخطوطة وهي بهذا تكاد تكون أقصر مقدمة لكتاب من مؤلفات ابن الخطيب وعلى أي حال فقد أشار فيها إلى مضمون الكتاب والفترة التي جمعت هذا الشتات وهي فترة النفي الأولى التي قضاها بالمغرب.
اشتمل الكتاب كما يوحيه اسمه على تراث فكري سبق لمؤلفه أن دونه عندما كان يعمل كوزير في الأندلس. ثم انتقل إلى المغرب بعد خلع سلطانه من الأندلس و لجوئه معه إلى المغرب, فهذا الكتاب يمثل بقية من البقايا التاريخية الأدبية التي حمل أشتاتها معه إلى المغرب .وهذا ما يفسر  تسمية الكتاب بهذا الاسم الغريب. فقد قصد التلميح للظروف السابقة والظروف اللاحقة في تعبير مسجوع مألوف شأنه في معظم مؤلفاته إن لم يكن في مجموعها كلها.
يحتوي الكتاب على ثلاثة أقسام بعد المقدمة:
- القسم الأول يحوي وثيقة عقد زواج نصري.
- القسم الثاني رسائل سياسية في شؤون يغلب عليها الطابع المغربي .
- القسم الثالث رسائل سياسية أيضا ولكن معظمها في الشؤون الأندلسية.